# Iscensättande forskning
Iscensättande forskning innebär att forskaren medvetet initierar en social förändringsprocess och vinner insikt om studerat fenomen genom att själv driva processen. Ansatsen lämpar sig särskilt väl för att undersöka oförutsägbara skapande och gestaltande skeenden. Exempel på studiefält är konstnärlig verksamhet och entreprenörskap. Metoder att praktisera inom ramen för iscensättande forskning är i första hand självetnografi men olika (själv)kritiska och reflekterande retrospektiva ansatser kan också komma till användning.
Ontologiska och epistemologiska grunder för den iscensättande ansatsen är bilden av tillvaron som i ständig rörelse, som fortlöpande framförhandlad i ett socialt samspel. Dessa konstruktionistiska grundantaganden etablerar, parade med fenomenologiska tankegångar och pragmatiska sanningskriterier, den iscensättande forskningens kunskapsteoretiska plattform.
Argumenten för iscensättande forskning är inte enbart kunskapsteoretiska utan innefattar också moraliska ställningstaganden. Forskaren har inte bara ansvar för att med bibehållen distans följa, tolka och analysera skeenden utan också för att både ingripa i och rentav initiera förändringsprocesser. I Sverige diskuteras detta i anslutning till högskolans särskilda (tredje) uppgift, att utöver forskning och utbildning aktivt engagera sig i en dialog med samhället.
Iscensättande forskning är en variant av interaktiv forskning, en mer generell form för kunskapsbildning ur dialog mellan praktiker/aktörer och forskare. Reformerande, inte radikala, förändringsprocesser står i regel i centrum för den interaktiva forskningen och rollerna som forskare och som aktör hålls medvetet isär.